# Chutes Chasm
Pour les articles homonymes, voir Chasm (homonymie).
Les chutes Chasm (en anglais : Chasm Falls) sont des chutes d'eau du comté de Larimer, dans le Colorado, aux États-Unis. Ces chutes formées par la Fall River relèvent du parc national de Rocky Mountain.